# Hourou musuko
Hourou Musuko (放浪息子|Hōrō Musuko) is een Japanse manga geschreven en getekend door Takako Shimura. Het eerste hoofdstuk kwam uit in december 2002 in het maandblad Comic Beam. Het eerste deel is uitgegeven door Enterbrain in juli 2003 in Japan. Op het moment van schrijven zijn 11 delen uitgebracht. Een Engelse licentie is verkregen door Fantagraphic Books, de eerste Engelse uitgave wordt verwacht in juli 2011. Een anime van 12 afleveringen is gemaakt door AIC Classic en geregisseerd door Ei Aoki. Deze werd uitgezonden in Japan tussen januari en april 2011. Aflevering 10 en 11 werden hierin samengevoegd.
De hoofdrollen worden gespeeld door een jonge jongen Shuichi Notori die voelt dat hij eigenlijk een meisje had moeten zijn en zijn vriend Yoshino Takatsuki die zich meer een jongen voelt. De serie behandelt thema's als genderdysforie, transseksualiteit en het begin van de puberteit op serieuze wijze. Shimura wilde oorspronkelijk een verhaal schrijven over een meisje op de middelbare school die zich een jongen voelt, maar vond dat een jongen die graag een meisje wil zijn en aan het begin van de puberteit staat hier veel zorgen over zou hebben en eigen unieke uitdagingen heeft. Met dit in gedachten veranderde ze het verhaal om dit passend te krijgen.
De titel is in het Nederlands te vertalen als "Dwalende Zoon" of "Zoon in Transitie". Dit is een referentie naar de zoektocht van de eigen genderidentiteit en de transitie naar het andere geslacht.

## Verhaal
De serie begint met Shuichi Nitori als een jonge, vrouwelijke jongen op zijn eerste dag op zijn nieuwe school. Hij wordt snel vrienden met de lange, jongensachtige Yoshino Takatsuki die al snel van Shuichi's wens om een meisje te zijn hoort. Ze vertelt hem dan dat zij zich meer een jongen voelt. Shuichi wordt ook goede vrienden met 2 andere meisjes: Saori Chiba en kanako Sasa. Saori raakt erg gehecht aan Shuichi en dringt hem vaak aan om als meisje te verkleden. De zus van Shuichi gaat in eerste instantie luchtig om met het verkleden maar raakt gaandeweg steeds meer bezorgd.
Na verloop van tijd laat Yoshino haar haar kort knippen terwijl Shuichi het laat groeien. Samen ontmoeten ze bij toeval de transvrouw Yuki die ze helpt met het begrijpen van hun gevoelens. Samen maken ze zich zorgen over de veranderingen die de puberteit gaat brengen: lichaamshaar en een zware stem voor Shuichi en borsten en rondingen voor Yoshino. Shuichi neemt zijn stem op om na de puberteit een referentie van zijn oude stem te hebben. Samen houden ze kort een dagboek bij waarin ze elkaar schijven over hun gevoelens. In de klas wordt dit afgepakt en voorgelezen zodat iedereen nu weet van hun genderdysfore gevoelens.
Om hun genderidentiteit toch een beetje tot uitdrukking te brengen stellen ze de klas voor om voor een open dag een toneelstuk op te voeren waarin de geslachten zijn omgedraaid. Dit idee is snel favoriet en wordt een groot succes. Hier blijft het niet bij en ze besluiten samen met een vriendin naar school te gaan in andere kleding: Shuichi in een meisjes uniform en Yoshino in een jongens uniform. Ze worden snel herkend maar alleen Shuichi wordt uitgelachen en van school gestuurd. Dit slaat een flinke deuk in zijn zelfvertrouwen en het duurt lang voordat hij weer regelmatig naar de klas komt.

## Ontvangst
Hourou Musuko werd in 2006 aanbevolen door de jury van de Japan Media Arts Festival
Het tweede deel is genoemd in een column van Anime News Network waarin het gebruik van geslacht als serieuze kern van het verhaal werd geprezen in tegenstelling tot de vele andere series waarin crossdressing, travestie en geslachtsverandering als humoristisch middel gebruikt worden. De tekeningen zijn beoordeeld als "eenvoudig met een grote expressie", waarvan Santos schrijft: "een stijl die erg moeilijk maar prachtig is". Santos gaf kritiek op de onrealistische emotionele volwassenheid van de toch wel jonge personages.
Matt Thorn, de vertaler van de manga, beschreef de tekeningen als "schoon en beeldig" en beschreef Hourou Musuko als "een ontroerend verhaal dat je aan het denken zet, Ik denk dat het zal aanslaan bij veel lezers los van hun genderidentiteit en seksuele geaardheid. Volgens Thorn zullen lezers die Anne van het Groene Huis en The Rose of Versailles waarderen ook Hourou Musuko aangenaam vinden.